# Martin Lichtenstein
Martin Hinrich Carl Lichtenstein (10 de gener de 1780 – 2 de setembre de 1857) va ser un botànic i zoòleg alemany.

## Biografia
Lichtenstein va néixer a Hamburg, fill d'Anton August Heinrich Lichtenstein. El 1802 viatja a Sud-àfrica 1802 on va ser el metge personal del governador del Cap de Bona Esperança, el general Jan Willem Janssens (1762-1838). L'any 1810 publicà Reisen im südlichen Afrika (Viatges a l'Àfrica meridional). Poc després va ser nomenat professor de zoologia a la Universitat de Berlín el 1811, i director del Museu de Zoologia de Berlín el 1813.
Lichtenstein va començar el Jardí zoològic de Berlín el 1841. Va persuadir el rei Frederic Guillem IV de Prússia no només de patrocinar la iniciativa, però també de cedir de franc un tros de la seva faisaneria per establir-hi el zoo.
Va morir per un infart al transbordador de vapor de Korsør a Kiel el 2 de setembre de 1857.

## Llegat
Va publicar els manuscrits dels Descriptiones animalium de Johann Reinhold Forster el 1844. En herpetologia va descriure molts espècies noves d'amfibis i rèptils.
Entre les espècies que va descriure e troba Alisterus scapularis, Pterocles coronatus, Causus rhombeatus.
El 1859 Giorgio Jan, va donar nom a Causus lichtensteinii en honor seu com també Coenraad Jacob Temminck amb Pterocles lichtensteinii.

## Obres[5]
- Reisen im südlichen Afrika im den Jahren 1803, 1804, 1805 und 1806.
- Reisen im südlichen Afrika. 1803–1806. Mit einer Einführung von Wahrhold Drascher. 1811. 2 Bände (Neudruck: Brockhaus Antiquarium, Stuttgart 1967)
- Reisen im südlichen Afrika. 1810
- Nachrichten von Teneriffa. Ein Fragment aus dem Tagebuche des Hrn. Dr. Lichtenstein auf der Reise von Amsterdam nach dem Vorgebirge der guten Hofnung 1802. Industrie-Comptoirs, Weimar 1806
- Über die Beetjuanas. Als Nachtrag und Berichtigung zu Barrows Auszug aus Trüters Tagebuch einer Reise zu den Buschwanas. Vom Hrn. Dr. Hinrich Lichtenstein. Industrie-Comptoirs, Weimar 1807
- Darstellung neuer oder wenig bekannter Säugethiere in Abbildungen und Beschreibungen von 65 Arten auf 50 colorirten Steindrucktafeln, nach den Originalen des Zoologischen Museums der Universität Berlin. Lüderitz, Berlin 1827/34.
- Zur Geschichte der Sing-Akademie zu Berlin. Nebst einer Nachricht über das Fest am funfzigsten Jahrestage Ihrer Stiftung und einem alphabetischen Verzeichniss aller Personen, die ihr als Mitglieder angehört haben. Verlag Trautwein, Berlin 1843.